# Ménesqueville
Ménesqueville là một xã thuộc tỉnh Eure trong vùng Normandie miền bắc nước Pháp.